# Amaro Freitas
Amaro Freitas é um pianista, tecladista, arranjador e compositor de jazz brasileiro.

Nascido na periferia do Recife, Amaro aprendeu música na igreja evangélica que frequentava na adolescência. Iniciou seus estudos em música erudita ao ganhar uma bolsa no Conservatório Pernambucano de Música, tendo sido aluno de Rafael Vernet.
Desde o início de sua carreira, Amaro se apresenta com o baixista Jean Elton e o baterista Hugo Medeiros, que formam com ele o Amaro Freitas Trio.
Sua obra incorpora à linguagem do jazz sonoridades e referências a diversas manifestações da cultura popular brasileira, além de elementos rítmicos da música africana.

## Obra
Em 2016, Amaro Freitas lançou seu álbum de estreia, “Sangue Negro”, onde mescla o jazz com toque percussivo do piano e influências de ritmos nordestinos.

Em 2018 foi um dos convidados pelo cantor e compositor Lenine, para compor o CD “Lenine em trânsito”, tocando piano na música “Lua candeia”. No mesmo ano, lançou, pelo selo inglês "Far Out Recordings", o album “Rasif”, que incorpora ritmos como o frevo, afrojazz, maracatu, coco e baião. O trabalho atingiu grande repercussão internacional e saiu nas listas de melhores do ano em diversos países, com matérias publicadas pela imprensa especializada de jazz na Alemanha, Estados Unidos, Israel e Japão, ganhando destaque na “Downbeat Magazine”, que o classificou como a nova promessa do jazz brasileiro. Ainda em 2018, integrou o “Brasil Music Exchange”, projeto de exportação de música brasileira, realizado por meio de uma parceria entre a Brasil, Música & Artes (BM&A) e a Apex-Brasil.

Em 2020, foi convidado por Milton Nascimento e Criolo para gravar as músicas “Cais” e “Não existe amor em SP”. Posteriormente voltou a gravar com Milton e a Orquestra Filarmônica de São Petersburgo uma versão de “Drão”, em homenagem a Gilberto Gil. 

Em 2021, Amaro lançou o álbum "Sankofa", pelo selo inglês "Far Out", onde celebra suas raízes africanas e promove a junção do jazz com ritmos brasileiros e africanos. O conceito de Sankofa (sanko = voltar; fa = buscar, trazer) origina-se de um provérbio tradicional entre os povos da África Ocidental, em Gana, Togo e Costa do Marfim, e representa um símbolo de resistência afro, trazida pelos escravos para as Américas.

2024 marca o lançamento do quarto álbum de Amaro. Intitulado "Y'Y", "Amaro se mantém na universalidade da rota afro-brasileira do álbum anterior, Sankofa (2021), mas direciona o olhar para a Amazônia, para as florestas e para os povos que habitam região do Brasil resistente à destruição imposta pela ganância do Homem." 

## Discografia
- 2016 - Sangue Negro
- 2018 - Rasif
- 2021 - Sankofa
- 2024 - Y'Y